# Snurren direkt (1952)
Snurren direkt är en svensk film från 1952 i regi av Rune Redig. Filmen var en så kallad klippfilm, det vill säga den bestod av material från tidigare inspelade filmer.
Musiken komponerades av Jules Sylvain, Charles Redland, Sam Samson och Jack Geddes. Filmen premiärvisades den 1 september 1952 på biograferna Plaza och Grand i Malmö samt Saga i Halmstad. Den är 74 minuter lång och barntillåten.

## Rollista
- Nils Poppe – Vicke Vire, forskare
- Annalisa Ericson – Lisa Leje, revyskådespelare
- Åke Söderblom – Brenner, bankdirektör
- Thor Modéen – direktören för Revyteatern
- John Botvid – Andersson, betjänt
- Carl Reinholdz – Kalle Browning, bov
- Sigge Fürst – Klock-Jimmy, bov
- Millan Bolander – fröken Mård
- Birgitta Arman – Brita Lind
- Egon Larsson – Steffe (Stefan), Britas fästman
- Joe Naster – onkel Tom, cirkusvakt
- Kerstin Holmberg – flicka
- Hilding Gavle – professor Örnstedt
- Ragnar Falck – Kassaskåps-Oskar
- Hanny Schedin – Brita Linds hushållare
- Holger Höglund – Röda Björn, cirkusindian
- Carl Hagman – man från Chicago
- Arne Lindblad – fotvårdsspecialist på Salon Rose
- Nils Ericson – Vickes vän
- Gösta Bodin – Vickes vän
- Margit Andelius – dam på gatan
- Hugo Björne – styrelseordförande i Brenners bank
- Eric Abrahamsson – bankkamrer
- Richard Lund – överste, styrelsemedlem
- Oscar Åberg – styrelseledamot
- Yngwe Nyquist – styrelseledamot
- David Erikson – tidningsläsare, fordringsägare
- Viran Rydkvist – kontorschef
- Siri Olson – dansande kontorist
- Alice Wallis – dansande kontorist
- Georg Skarstedt – polisdetektiv
- Axel Isaksson	– polisdetektiv
- Gaby Stenberg – revydansare
- Adèle Söderholm – påkläderska
- Bertil Schedin – Revyteaterns inspicient
- Arne Hülphers – orkesterdirigent
- Anna-Lisa Baude – fru Örnstedt
- Carin Swensson – Örnstedts hembiträde
- Anna-Greta Krigström – serverande hos Örnstedts

### Fotnoter
1. 1 2  ”Snurren direkt”. Svensk Filmdatabas. http://www.sfi.se/sv/svensk-filmdatabas/Item/?itemid=4361&type=MOVIE&iv=Basic&ref=/templates/SwedishFilmSearchResult.aspx?id%3d1225%26epslanguage%3dsv%26searchword%3dsnurren+direkt%26type%3dMovieTitle%26match%3dBegin%26page%3d1%26prom%3dFalse. Läst 14 mars 2013.